# سمولیچانو
سمولیچانو (به بلغاری: Smolichano) یک منطقهٔ مسکونی در بلغارستان است که در شهرستان نوستینو واقع شده‌است.